# Fjordman
Fjordman, bürgerlich Peder Are Nøstvold Jensen (* 11. Juni 1975 in Ålesund), ist ein norwegischer Blogger. Unter seinem Pseudonym verfasste er ab 2003 islamfeindliche Artikel in rechtsgerichteten Blogs, in denen er die Einwanderung von Moslems in europäische Länder als Bedrohung der westlichen Welt bewertete und Bürgerkriege in Europa aufziehen sah. Öffentliche Bekanntheit erlangte er, weil der norwegische Rechtsterrorist Anders Behring Breivik für sein Manifest 2083: A European Declaration of Independence in größerem Umfang Texte von Fjordman übernahm. Jensen distanzierte sich nach den Anschlägen von Breivik und erklärte, dieser sei ein „geistesgestörter Mann“.

## Leben

### Ausbildung und Beruf
Peder Are Nøstvold Jensen wurde 1975 geboren und wuchs in der Küstenstadt Ålesund in der Provinz Møre og Romsdal auf. Seine Eltern hatten sich 1973 während einer Hausbesetzung kennengelernt. Jensen schloss an der Universität Oslo ein Studium am Zentrum für Technologie, Innovation und Kultur (TIK) ab. In seiner Master-Arbeit beschäftigte er sich mit den Themen Zensur und Blogging im Iran. Anschließend studierte er Arabisch an der Universität Bergen sowie an der Amerikanischen Universität in Kairo. Nach eigenen Angaben erlebte er als Augenzeuge, wie Teile der ägyptischen Bevölkerung die Terroranschläge des 11. September 2001 feierten. Diese Erfahrung habe ihn schockiert und seine Haltung zum Islam radikal geändert.
Seinen Grundwehrdienst absolvierte Jensen in Setermoen in der Kommune Bardu (Nordnorwegen). Seitdem verfügt er nach eigenen Angaben über keine Waffe mehr. Er bezeichnete sich selbst als „keinen guten Soldaten“.
Zwischen Anfang 2002 und Mitte 2003 arbeitete Jensen im Auftrag des norwegischen Außenministeriums als TIPH-Beobachter in Hebron im Westjordanland. Er teilte mit, einige Jahre auch im Mittleren Osten gelebt zu haben. 2011 war Jensen Mitarbeiter eines Behindertenzentrums in Oslo.

### Aktivitäten als Blogger
Jensens publizistische Tätigkeit begann 2003 mit einem Debattenbeitrag zum Thema Islam für die Boulevardzeitung Verdens Gang. Da er sich nach eigenen Angaben von den etablierten Medien „zensiert“ fühlte, begann er zunächst unter dem Namen Norwegian kafir (deutsch: Norwegischer Kāfir) zu bloggen. Unter dem Pseudonym Fjordman betrieb Jensen im Jahr 2005 ein eigenes Blog; nach Angaben des Website-Betreibers erzielte dieses bis Mai 2007 über eine Million Besucherzugriffe. Außerdem schrieb er seit 2005 als Gast auf anderen Blog-Seiten wie etwa Brussels Journal oder Gates of Vienna. Im November 2008 veröffentlichte er eine Zusammenstellung seiner Artikel als Buch im Selbstverlag. Jahrelang veröffentlichte das islamfeindliche Blog Politically Incorrect Beiträge Fjordmans in deutscher Sprache. Seine Artikel wurden auch von den Betreibern anderer politisch rechts orientierten Blog-Seiten häufig zitiert, er selbst wurde dort als „Islamexperte“ bezeichnet.
Anders Breivik, der Attentäter der Anschläge in Norwegen 2011, pries Fjordmans Einstellungen und nannte ihn seinen „Lieblingsschriftsteller“. In seinem Manifest 2083: A European Declaration of Independence übernahm Breivik über weite Passagen Texte von ihm. In einem der von Breivik übernommenen Fjordman-Texte ist auch ein vollständiges Interview des deutschen Journalisten Henryk M. Broder enthalten. Fjordman nahm dazu in einem per E-Mail geführten Interview mit Spiegel Online Stellung und distanzierte sich von den Attentaten. Auch gegenüber der norwegischen Presse bezeichnete er es als „äußerst unangenehm“, von Breivik als Idol beschrieben worden zu sein. Breivik hätte den Wunsch geäußert, ihn Ende 2009 zu treffen, woran er jedoch nicht interessiert gewesen sei. Nach den Anschlägen wandte sich Jensen nach eigenen Angaben zunächst an den norwegischen Inlandsgeheimdienst, um seine Identität zu offenbaren, und wurde von dort an die Polizei verwiesen. Am 4. August 2011 vernahm diese Jensen als Zeugen in Zusammenhang mit den Breivik-Anschlägen. Am selben Tag gab er auch seine Anonymität auf und erklärte in einem Interview mit der Zeitung Verdens Gang, identisch mit Fjordman zu sein. Jensen kündigte an, nach den Attentaten nicht mehr unter diesem Pseudonym zu schreiben und für unbestimmte Zeit nicht mehr öffentlich aufzutreten.
Im Oktober 2011 begann Jensen wieder zu schreiben. Aufgrund des in den norwegischen Pressegesetzen vorgesehenen Rechts auf Gegendarstellung gelang es ihm, Artikel in Zeitungen wie Verdens Gang, Aftenposten und dem Dagbladet zu publizieren. Im November 2011 erschien eine Auswahl seiner Texte in deutscher Übersetzung als Buch. Im Januar 2012 gab er der rechten Zeitung Junge Freiheit ein Interview, in dem er u. a. begründet, warum er sich entschlossen hat, wieder zu publizieren: „Was vor Breivik wahr war, bleibt auch nach Breivik wahr.“ Sein nächstes Buch, The Curious Civilization, werde demnächst erscheinen.

## Politische Einordnung
Fjordman schrieb über den Islam, die Demokratie, den Multikulturalismus, die Europäische Union und das christliche Abendland. Er ist Antimarxist und ein Anhänger der Theorien von Gisèle Littman, die unter dem Pseudonym Bat Ye'or mehrere islamfeindliche Werke verfasst hat, in denen sie ein von Muslimen kolonisiertes „Eurabien“ prognostiziert. Fjordman solidarisiert sich mit islamfeindlichen Bewegungen in anderen europäischen Ländern, darunter auch solche in Deutschland.
Nach eigenen Angaben gehört er keiner politischen Partei an. Bei den Wahlen zum Storting habe er einmal die Arbeiderpartiet gewählt, später jedoch die Fremskrittspartiet unterstützt, zuletzt bei den Parlamentswahlen im Jahr 2009. Der norwegische Journalist Øyvind Strømmen ordnete Fjordmans Ideologie unter Bezugnahme auf moderne Faschismustheorien dem Faschismus zu und konkretisiere seine Einschätzung anhand des Faschismusbegriffs von Roger Griffin: „In short, Fjordman neatly fits the definition of ‚fascism‘. He is a neo-fascist ideologist.“

## Schriften
- Europa verteidigen. Zehn Texte. Hg. v. Martin Lichtmesz und Manfred Kleine-Hartlage, Edition Antaios, Schnellroda 2011